# Callinicus
Callinicus is een vliegengeslacht uit de familie van de roofvliegen (Asilidae).

## Soorten
- C. calcaneus Loew, 1872
- C. pictitarsis (Bigot, 1878)
- C. pollenia (Cole, 1919)
- C. pollenius (Cole in Cole & Lovett, 1919)
- C. vittatus Wilcox, 1936